# 敏太郎 (企業)
株式会社敏太郎（としたろう）は、かつて鹿児島県鹿児島市に本社を置いた、薩摩揚げ・かからん団子・炭火焼き黒豚などの食品製造販売業者である。

## 沿革
- 1979年（昭和54年） 1月 - エスエスフード有限会社を創立、創業（現、江口浜工場にて海産珍味と水産練製品の製造を始める。）
- 1982年（昭和57年） 2月 - 有限会社南海屋へ社名変更
- 1988年（昭和63年） 5月 - 増資により、株式会社南海屋へ変更
- 1988年（昭和63年）11月 - 鹿児島市七ツ島1丁目に本社工場（敷地3609m²、社屋1060m²）を建設、稼働を開始する。同時に食肉加工品（黒豚製品）の製造に着手する。
- 1989年（平成元年） 1月 - 東京営業所を開設。関東方面の営業拠点とし、新しい展開を図る。
- 1990年（平成 2年） 2月 - 鹿児島市七ツ島の本社工場を増設（200m²）
- 1993年（平成 5年） 3月 - 本社事務所棟を増設
- 1996年（平成 8年）11月 - 南海フーズサプライ株式会社設立。営業部門の充実を図る。
- 1999年（平成11年）11月 - 本社工場を国際的な衛生管理システム対応（HACCP）工場として増改築し、稼働させる。
- 2000年（平成12年） 5月 - 国際的品質と、衛生管理システム、SQF2000及びHACCPの認証を同時取得（国内第一号）
- 2002年（平成14年）11月 - かからん団子本舗 敏太郎・敏’s cafe一号店をオープン
- 2005年（平成17年） 4月 - 「株式会社 南海屋」「南海フーズサプライ株式会社」を「株式会社 敏太郎」「株式会社 敏太郎foods」に社名変更
- 2014年（平成26年）1月 - 南海食品株式会社に吸収合併された。

## 本社・工場・店舗
- 本社・工場：鹿児島県鹿児島市七ツ島1-6-22
- かからん団子本舗 敏太郎 本店・敏's cafe -伝承さつまあげ 揚人 敏太郎：鹿児島県鹿児島市加治屋町16-25
- かからん団子本舗 敏太郎 アミュプラザ鹿児島： 鹿児島県鹿児島市中央町1-1（アミュプラザ鹿児島地下1階）
- かからん団子本舗 敏太郎 揚人 敏太郎 国分店：鹿児島県霧島市国分福島1727（エーコープ国分西店内）